# Mazda MX-30
La Mazda MX-30 est un crossover compact électrique commercialisé par le constructeur automobile japonais Mazda à partir de 2020. La MX30 est le premier véhicule électrique de la marque japonaise. Elle est ensuite proposée au Japon avec une motorisation thermique associée à une microhybridation.

## Présentation

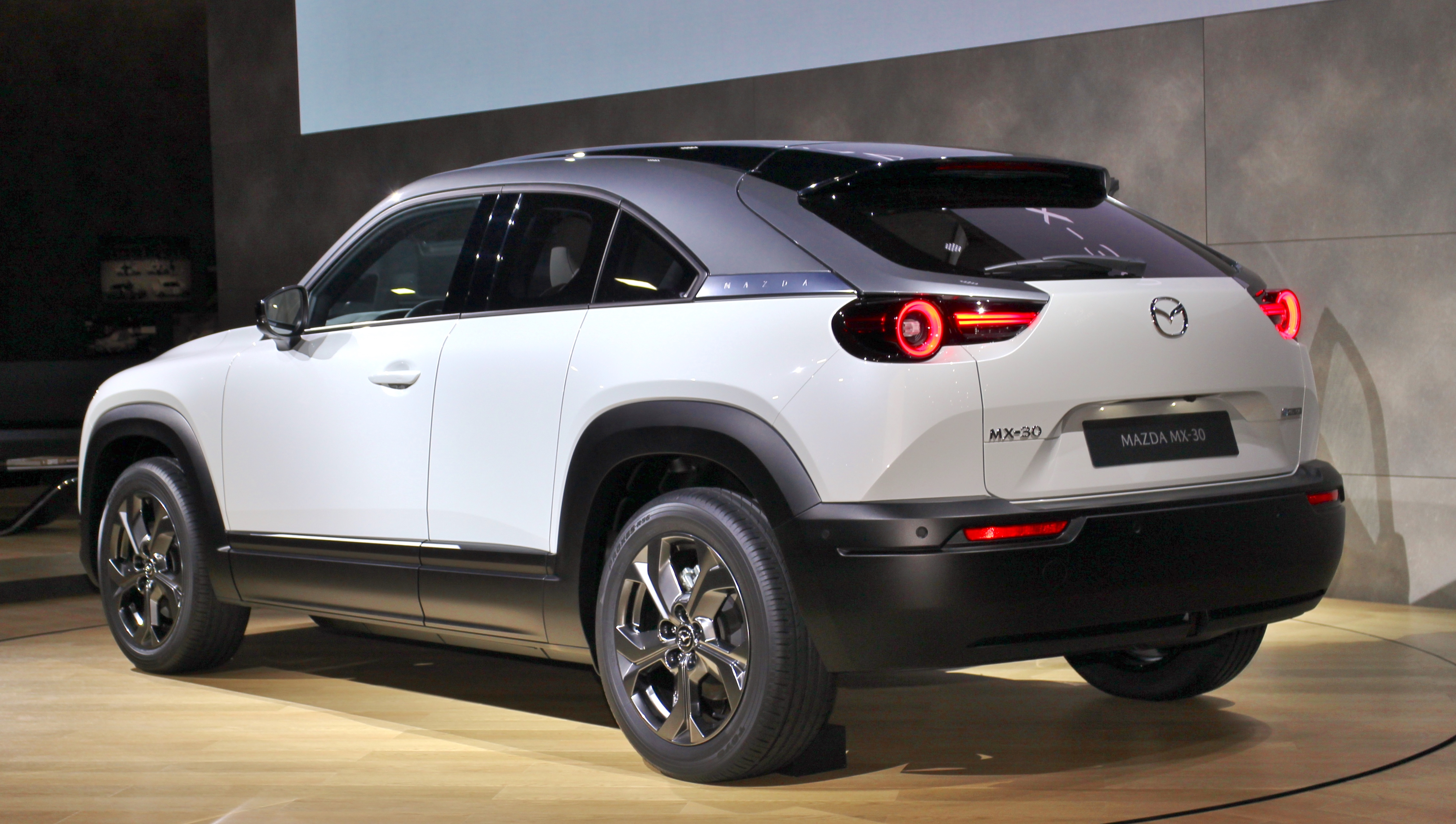
Vue de l'arrière

La Mazda MX-30 est présentée le 23 novembre 2019 au salon de l'automobile de Tokyo 2019. Ses dimensions sont similaires au récent CX-30, commercialisé un mois auparavant.
Son patronyme MX-30 fait référence aux coupés de la marque (MX-3, MX-5, MX-6) pour son côté SUV coupé, et le nombre 30 la place au même niveau que le CX-30 dans la gamme, entre les CX-3 et CX-5.

## Caractéristiques techniques

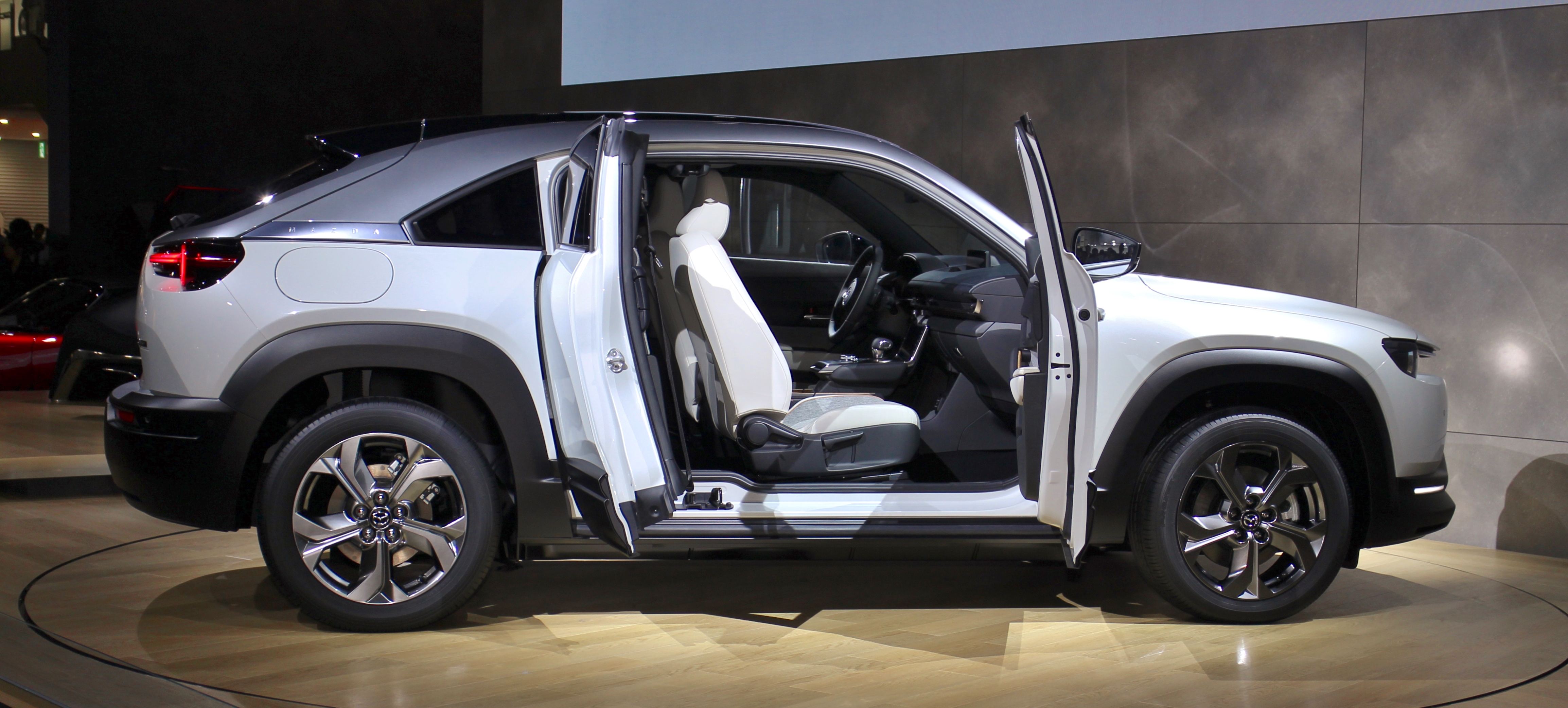
Portes antagonistes

Le MX-30 est disponible en deux versions : électrique ou hybride (électrique avec un moteur rotatif faisant office de prolongateur d'autonomie (MX-30 R-EV)).
Le crossover compact est équipé de portes arrière antagonistes (nommées Freestyle) comme la Mazda RX-8. L'inconvénient étant l'obligation d'ouvrir les portes avant pour pouvoir ouvrir les portes arrière. La calandre est réduite et le véhicule est disponible avec une peinture bi-ton pour la carrosserie, ainsi qu'un toit flottant.

### Motorisations
En électrique, la Mazda MX-30 est équipée d'un électromoteur e-Skyactiv, placé à l'avant, de 105 kW (142 ch) pour un couple de 265 N m. Le moteur est alimenté par une batterie lithium-ion d'une capacité de 35,5 kWh fonctionnant sous 355 volts lui procurant une autonomie de 200 km.
En thermique, uniquement pour le marché local japonais, elle peut aussi recevoir un moteur 4-cylindres 2 litres Skyactiv-G de 122 ou 150 ch, associé à un système microhybride 24 volts.
MX-30 R-EV
La MX-30 R-EV est équipée d'un moteur rotatif Wankel de 830 cm3 d'une puissance de 75 ch et 116 N m de couple, servant de prolongateur d'autonomie, qui recharge uniquement la batterie de 17,8 kWh et n'entraîne donc pas les roues directement, comme la Fisker Karma. La batterie, ou le moteur thermique selon la demande, alimente un moteur électrique de 125 kW (170 ch) pour 260 N m de couple. La MX-30 R-EV bénéficie ainsi d'une autonomie de 85 km en électrique pure, et 680 km avec son prolongateur d'autonomie. Dès la finition Makoto, la Mazda MX-30 R-EV est équipée d'une prise de 1500 W dans le coffre permettant de recharger la batterie. La recharge de 20 à 80 % dure 90 min en courant alternatif, 25 min en recharge rapide.
| Logo de Mazda                     | Mazda MX-30                    | Mazda MX-30                    |
| Logo de Mazda                     | e-Skyactiv BEV                 | e-Skyactiv R-EV                |
| Moteur thermique                  | Moteur thermique               | Moteur thermique               |
| --------------------------------- | ------------------------------ | ------------------------------ |
| Type                              | -                              | Rotatif mono rotor             |
| Alimentation                      | -                              | Turbocompressé                 |
| Cylindrée (cm3)                   | -                              | 830                            |
| Puissance maximale ch (kW)        | -                              | 75 (55)                        |
| au régime de : (tr/min)           | -                              |                                |
| Couple maximal (N m)              | -                              | 117                            |
| au régime de : (tr/min)           | -                              |                                |
| Moteur électrique                 |                                |                                |
| Type                              | Synchrone à aimants permanents | Synchrone à aimants permanents |
| Puissance moteur (kW)             | 107                            | 125                            |
| Puissance maximale (ch)           | 145                            | 170                            |
| Couple maximal (N m)              | 271                            | 260                            |
| Caractéristiques                  |                                |                                |
| Vitesse maximale (km/h)           | 140                            | 140                            |
| 0-100 km/h (s)                    | 9,7                            |                                |
| Consommation (kWh/100 km)         | 19                             |                                |
| Consommation (L/100 km)           | 0                              | 1,0                            |
| Transmission                      | Traction                       | Traction                       |
| Masse à vide (kg)                 | 1720                           |                                |
| Émissions de CO2 (g/km)           | 0                              | 21                             |
| Capacité du réservoir (L)         | -                              | 50                             |
| Batterie                          |                                |                                |
| Type                              | Lithium Ion                    | Lithium Ion                    |
| Capacité brute (kWh)              | 35,5                           | 17,8                           |
| Capacité nette (kWh)              | 30                             | 15                             |
| Poids (kg)                        |                                |                                |
| Autonomie (WLTP) (km)             | 200                            | 680                            |
| Temps de recharge                 |                                |                                |
| sur une prise domestique (AC)     |                                |                                |
| sur une Wallbox 11 kW (AC)        |                                |                                |
| sur une borne rapide 125 kW (DC)  |                                |                                |
| Puissance de recharge (kW)        |                                |                                |
| courant alternatif monophasé (AC) | 6,6                            | 11                             |
| courant alternatif triphasé (AC)  | 6,6                            | 11                             |
| courant continu (DC)              | 40                             | 36                             |

## Finitions

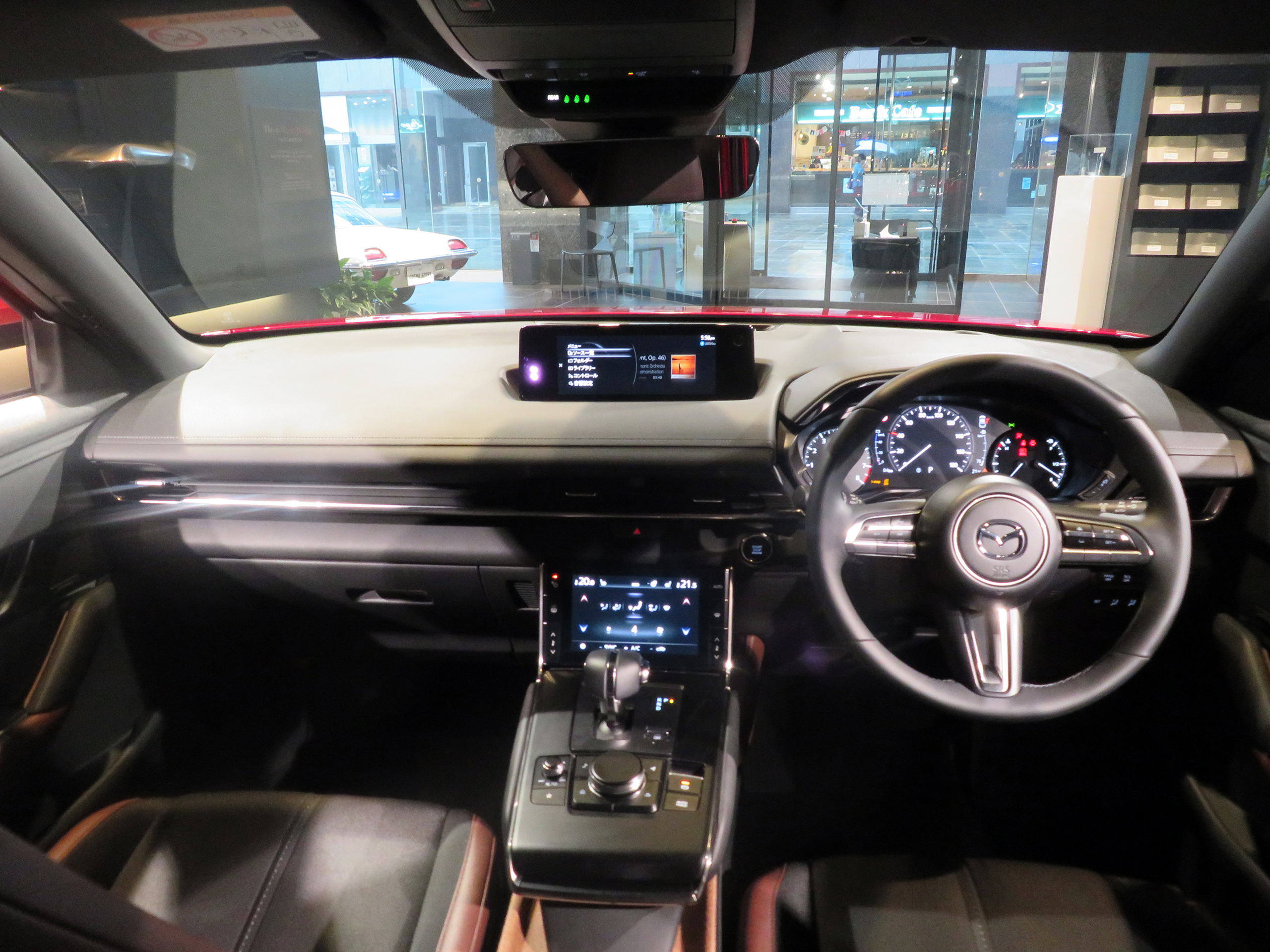
Mazda MX-30 (intérieur)

Finitions en France au lancement du véhicule :
- MX-30
- MX-30 Modern Confiance
- MX-30 Industrial Vintage

En mars 2022, la gamme est réorganisée :
- Prime-Line
- Executive-Line
- Makoto (3 univers : Modern Confidence, Industrial Vintage et Urban Expression)

### Série spéciale
- MX-30 First Edition
  - Au lancement du modèle en septembre 2020, le MX-30 est disponible dans une finition First Edition, livrée avec une Wallbox de 7,4 kW.

## Concept car
La MX-30 est préfigurée par le concept car Mazda e-TPV (electric-Test Prototype Vehicle) dévoilé en septembre 2019, équipé d'un moteur électrique et d'un moteur rotatif de 600 cm3 servant de prolongateur d’autonomie.